# Ouratea orbignyana
Ouratea orbignyana là một loài thực vật có hoa trong họ Ochnaceae. Loài này được (Tiegh.) Liesner mô tả khoa học đầu tiên năm 1993.